# Dirk Medved
Dirk Medved (Genk, 15 september 1968) is een voormalig Belgisch voetballer die bij voorkeur uitkwam als rechtsachter. Hij kon indien nodig ook depanneren als centrale verdediger. Hij speelde voor onder meer Club Brugge en AA Gent. Hij voetbalde ook meermaals voor de Rode Duivels.

## Carrière
Dirk Medved werd geboren in het Limburgse Genk en begon zijn voetbalcarrière bij Waterschei SV Thor. Hij debuteerde er als 17-jarige verdediger in het eerste elftal. De jonge Medved werd er een ploegmaat van bekende namen zoals onder meer Lei Clijsters, Ronny Van Geneugden en Marc Emmers. In z'n eerste seizoen degradeerde de club naar de Tweede Klasse. In 1988 fusioneerde Waterschei met FC Winterslag tot KRC Genk en promoveerde terug naar de Eerste Klasse. Medved bleef ook na de fusie in Genk.
Maar reeds na één seizoen degradeerde de Limburgers opnieuw. Medved zelf zocht andere oorden op. In 1989 trok hij naar KAA Gent, waar hij ploegmaat werd van o.a. Danny Veyt, Michel De Groote en Erwin Vandenbergh. Medved werd ook bij Gent een vaste waarde. In 1991 werd Gent knap derde in de competitie na RSC Anderlecht en KV Mechelen.
In 1993 haalde Club Brugge Medved naar het Jan Breydelstadion. Ook Sven Vermant en René Eijkelkamp maakten dat seizoen de overstap naar Brugge. Trainer Hugo Broos maakte van Medved een van de sterkhouders van het elftal. In z'n eerste seizoen greep Medved net naast een prijs; Club Brugge werd vicekampioen en verloor de finale van de Beker van België. Maar in 1994 werd de Limburger wel beloond voor z'n goede prestaties want bondscoach Paul Van Himst nam hem mee naar het WK in de Verenigde Staten. Twee keer kwam hij tijdens het toernooi aan spelen toe. België werd in de 1/8 finale uitgeschakeld door Duitsland.
Met Club Brugge werd Medved in 1996 landskampioen. In 1995 en '96 won hij twee keer de Beker van België. Verder kreeg hij op de positie van rechtsachter de concurrentie van Eric Deflandre. In 1997 liet de op dat moment 29-jarige verdediger Brugge achter zich.
In Luik begon een chaotische periode. Medved zag hoe hij niet langer werd opgeroepen voor de Rode Duivels en hoe trainers elkaar opvolgden: Aad de Mos, vervolgens Daniel Boccar, daarna Luka Peruzović. Medved kwam amper aan spelen toe, had last van blessures en ook een jaar later, toen Tomislav Ivić  het roer overnam, veranderde daar weinig aan. In 1999 besloot de club om hem te ontslaan. Medved, die een contract had tot 2001, werd door de club aan de deur gezet omdat hij volgens de club tijdens een interview het imago van de club had bezoedeld. Hij ging hier niet mee akkoord en stapte naar de rechtbank. Medved voetbalde vervolgens nog even voor het bescheiden Maaseik FC. Nadien begon hij met het uitbaten van een café. Momenteel baat hij het Themacafé in de Cegeka Arena van KRC Genk uit.

## Erelijst
Belgisch landskampioen
winnaar (1): 1995/96
tweede (2): 1993/94, 1996/97
Beker van België
winnaar (2): 1995, 1996
finalist (2): 1994, 1999
Belgische Supercup
winnaar (2): 1994, 1996
finalist (1): 1995